# André Peyrègne
André Peyrègne, né le 6 février 1949 à Saint-Brieuc, est un musicien, chef d’orchestre, musicologue et conférencier. Il est directeur du conservatoire à rayonnement régional de Nice depuis 1980, où il a succédé à l’organiste Pierre Cochereau. Il est, depuis 2015, président de la Fédération Française d'Enseignement Artistique, qui regroupe les conservatoires et écoles de musique, de théâtre et de danse de France.

## Biographie
Critique musical de Nice-Matin depuis 1968, il a collaboré au Grove Dictionary of Music and Musicians de Londres et à plusieurs revues musicales parisiennes, Le Monde de la musique, La Lettre du musicien, ainsi qu’à France Musique et à plusieurs chaînes de télévision. Publie dans Nice-Matin une rubrique hebdomadaire consacrée à l'Histoire.

## Publications
- André Peyrègne, Le dico fou de la musique, Papier Libre, 2010 (ISBN 978-2-36161-002-9, BNF 42472250). Ouvrage illustré par Rémy Le Goistre.